# Peńky
Peńky (ukr. Пеньки) – wieś na Ukrainie, w obwodzie chmielnickim, w rejonie chmielnickim, w hromadzie Starokonstantynów. W 2001 liczyła 517 mieszkańców, spośród których 513 wskazało jako ojczysty język ukraiński, a 4 rosyjski.